# Sølvi Vatnhamar
Sølvi Vatnhamar (født 5. maj 1986) er en færøsk fodboldspiller, der spiller for Víkingur Gøta i Færøernes førstedivision (Effodeildin). Han arbejder også som bygningskonstruktør. Vatnhanmar blev valgt til årets spiller i færøsk fodbold i 2016.

## International karriere
Vatnhamar debuterede på det færøske landshold i 2013. Den 13. juni 2015 spillede han sin femte landskamp for Færøerne, det var på hjemmebane på Tórsvøllur mod Grækenland. Færøerne vandt 2-1 med mål af Hallur Hansson og Brandur Hendriksson; Vatnhamar lavede assist til begge mål.
Den 28. marts 2016, scorede han sit første internationale mål for Færøerne, det skete i en 3-2 sejer mod Liechtenstein 
Hans lillebror Gunnar Vatnhamar spiller også for Víkingur Gøta og Færøernes fodboldlandshold.

### Internationale mål
Målskoring og resultater viser Færøernes mål først.
| # | Dato              | Bane                                             | Modstander    | Målscoring | Resultater | Turnering     |
| - | ----------------- | ------------------------------------------------ | ------------- | ---------- | ---------- | ------------- |
| 1 | 28. marts 2016    | Estadio Municipal de Marbella, Marbella, Spanien | Liechtenstein | 3–0        | 3–2        | Venskabskamp  |
| 2 | 15. november 2021 | Netanya Stadium, Netanya, Israel                 | Israel        | 1–2        | 2–3        | VM-kval. 2022 |

## Hæder

### Klub
Víkingur Gøta
- Betrideildin: 2016, 2017
- Løgmanssteypið (Færøernes Pokalturnering): 2014, 2015
- Færøernes Super Cup: 2014, 2015, 2016, 2017, 2018[8]

### Personlig
- 2016 - Årets spiller i Effodeildin 2016.[5]